# 北京光学仪器厂
39°54′26″N 116°38′35″E / 39.9071°N 116.643°E

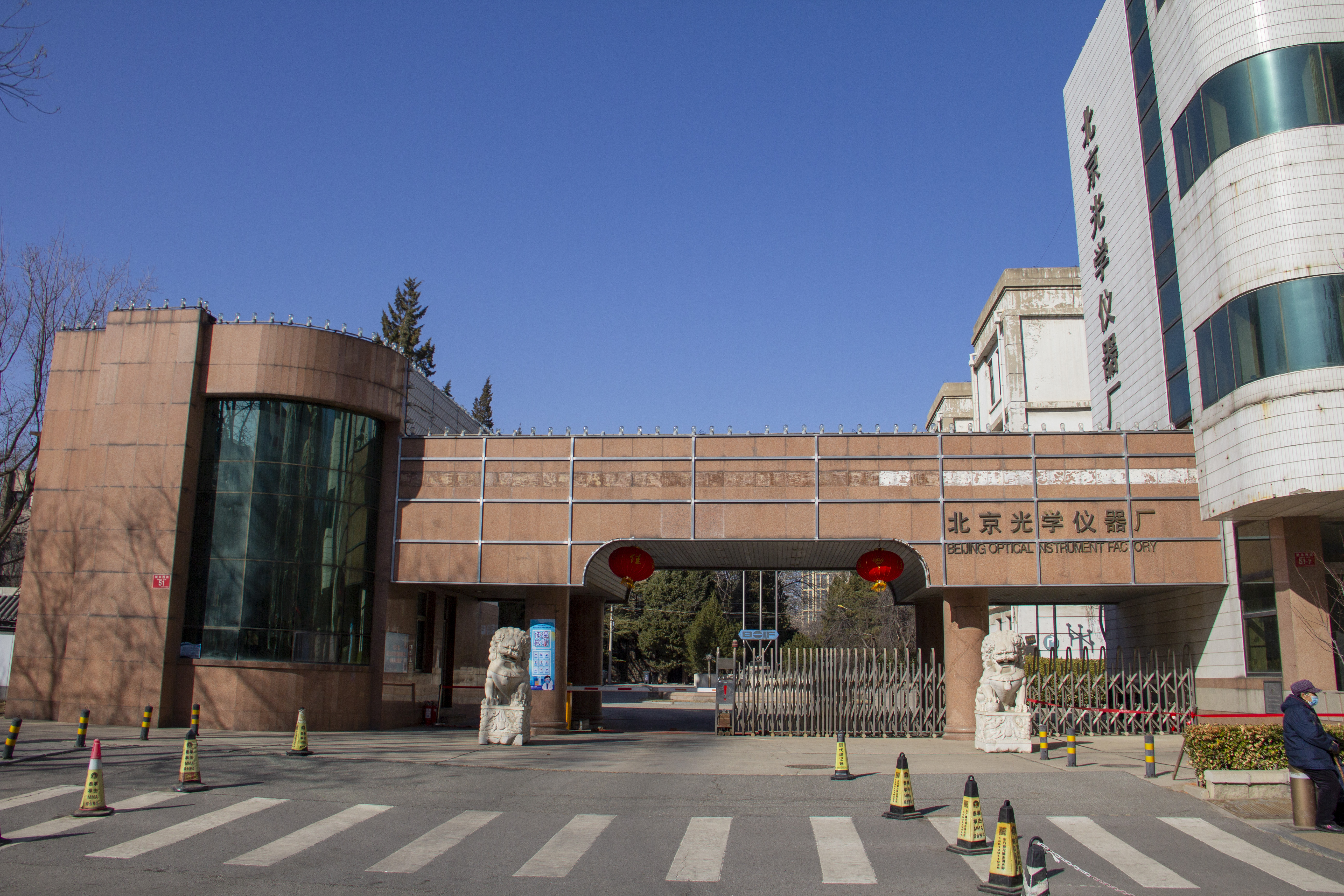
老厂大门

北京光学仪器厂是一家生产光学仪器的工厂，曾隶属于机械工业部。工厂的主要产品为大地测量仪器、物理光学仪器、色度学仪器、精密天平和热分析仪器等，老厂位于北京市通州区新华西街51号。现北京北光世纪仪器有限公司位于北京市通州区张家湾镇通州工业开发区光华路16号北京方和正圆。

## 历史
1962年10月北京市将北京市光学仪器厂、北京仪器厂通州分厂、通州光学仪器厂合并，组建成北京光学仪器厂。
1964年创建北京光学仪器厂技工学校，文革大革命期间停办，1979年恢复办校，恢复办校至1991年9月，培养毕业生71人。1993年的资料显示，设有光学加工、机械加工等专业，学制三年，学校规模250人。
1980年下半年，企业进行了独立核算、国家征税、自负盈亏的利改税改革。
1982年，取消奖金，实行浮动工资制。职工的收入由底薪工资和浮动工资两部分构成：现行工资的80%设为底薪（44元），减去的20%和企业奖励基金为全厂浮动工资的预测基数，根据企业的经营状况和职工每月的生产和工作成果浮动。
1985年时，职工2000多人，其中技术人员238人，工业总产值达2216.6万元，实现利税915万元。
1996年，北光厂被北京市列为现代企业制度改革的试点企业。1998年6月18日上午，北京博飞仪器股份有限公司成立。